# تیلور سوئیفت پروداکشنز
تیلور سوئیفت پروداکشنز (انگلیسی: Taylor Swift Productions, Inc.) شرکت تولید رسانه‌های بصری درون‌سازمانی متعلق به تیلور سوئیفت، خواننده-ترانه‌سرای آمریکایی، است. این شرکت در سال ۲۰۰۸ تأسیس شد و نام آن اولین بار در فیلم کنسرتی تور جهانی حالا صحبت کن – زنده (۲۰۱۱) به عنوان تولیدکننده ذکر شد. از سال ۲۰۱۸، شرکت تولیدات تیلور سوئیفت تمامی آثار رسانه‌ای بصری سوئیفت، از جمله فیلم‌ها و موزیک ویدیوهای او را تولید کرده است. این شرکت به دلیل استراتژی‌های نوآورانه تجاری و بازاریابی خود مورد تحسین مشاوران مدیریت قرار گرفته است.
آثار این استودیو جوایز متعددی دریافت کرده‌اند، از جمله یک جایزه گرمی، چهار جایزه ویدئو موسیقی ام‌تی‌وی برای ویدئو سال، جایزه انجمن کارگردانان هنری، جایزه گریسی، جایزه ادی، و جایزه فیلم انجمن منتقدان هالیوود. فیلم‌های این شرکت، شامل تور استادیومی اعتبار تیلور سوئیفت (۲۰۱۸)، فولکلور: جلسه‌های استودیوی لانگ پاند (۲۰۲۰)، همه‌اش را خیلی خوب: فیلم کوتاه (۲۰۲۱) و تیلور سوئیفت: تور دوره‌ها (۲۰۲۳) با استقبال گسترده منتقدان روبه‌رو شده‌اند. فیلم آخر، پرفروش‌ترین فیلم کنسرتی تمام دوران شد و نامزد دریافت جایزه گلدن گلوب برای دستاورد سینمایی و گیشه‌ای گردید.